# Cyanoliseus patagonus conlara
Cyanoliseus patagonus conlara, comúnmente llamado loro barranquero serrano, es una de las subespecies en que se divide la especie Cyanoliseus patagonus, un ave de la familia de los loros (Psittacidae), que habita en el Cono Sur de América del Sur.

## Descripción original
Este taxón fue descrito originalmente por Manuel Nores y Darío Yzurieta en el año 1983; asignándole como localidad tipo a: «Concarán, provincia de San Luis».

## Características
Medida entre la punta del pico y la punta de la cola, la longitud promedio en esta subespecie es de 42 cm.
Su cabeza y lomo son de color verde oliva oscuro. Presenta un anillo periocular de color blanco. La parte superior del pecho es de color gris violáceo oscuro. Las plumas del abdomen, patas, parte inferior del dorso, rabadilla, y supracaudales son de un tono verdoso dominante, con muy poco amarillo vivo. La parte central del abdomen muestra una mancha rojo-anaranjada, pequeña y definida. Las subcaudales son de un tono amarillo oliváceo. Las cubiertas alares son oliváceas. Las primarias son azules, con barba interna grisácea. La cola es gris olivácea. El pico es ganchudo y corto; grisáceo en los pichones, y negruzco en los adultos. El iris es gris-celeste en los pichones, y blanco-amarillento en los adultos. Las patas son de color rosa pálido.

## Comportamiento
Es una subespecie gregaria y bulliciosa. La bandada en vuelo se escucha desde lejos.

### Alimentación
Se alimenta de semillas y frutos silvestres o cultivados. Vuela a grandes distancias todos los días desde sus dormideros o colonias de nidificación hasta los lugares con abundante alimento estacional. Se alimentan en bandada, tanto entre el follaje de arbustos y árboles como en el mismo suelo. Uno de ellos suele quedar apostado en algún punto superior, como vigía ante el peligro. Frente a alguna amenaza, grita una señal de alarma y en instantes toda la bandada emprende la huida a un lugar seguro. 
Entre los frutos y semillas de especies silvestres que integran su dieta destacan los de churqui (Acacia caven), boldo (Peumus boldus), maitén (Maytenus boaria), chañar (Geoffroea decorticans), varias especies de algarrobos (Prosopis) y de romerillos (Baccharis), etc. 

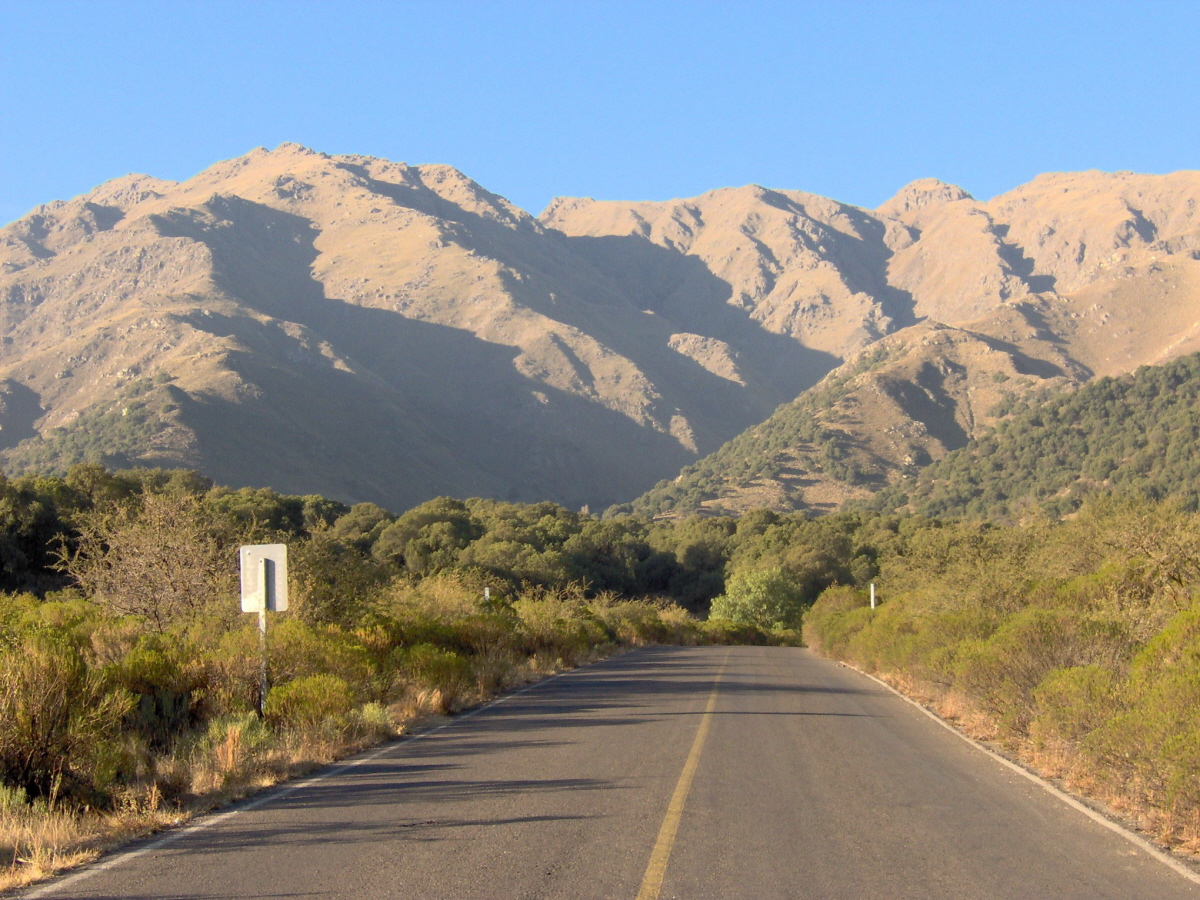
El hábitat de la subespecie en Merlo, Provincia de San Luis, Argentina.

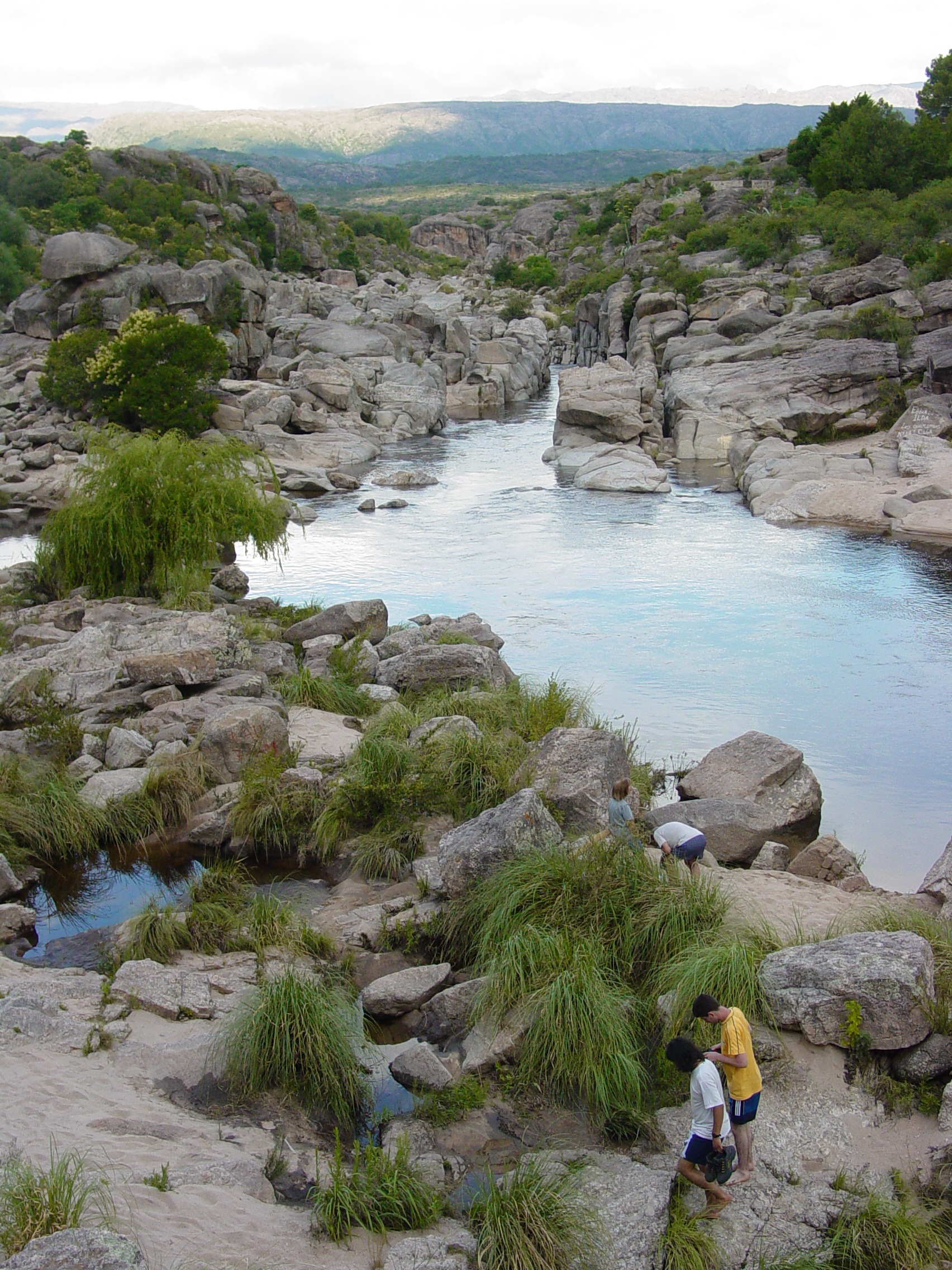
El hábitat de la subespecie en Mina Clavero, Provincia de Córdoba, Argentina.

Entre los frutos y semillas de especies cultivadas que integran su dieta destacan los de maíz, trigo, e higos.

### Hábitats
Esta subespecie vive en estepas semiáridas abiertas, con vegetación dominada por arbustos y algunos árboles, con suelo desnudo o raleado de gramíneas. También frecuenta áreas serranas con abundantes rocas, y zonas rurales y de cultivos. Especialmente en época de nidificación, se lo encuentra además en barrancos o quebradas abruptas de las sierras.

## Reproducción
Se reproducen en colonias, y las parejas son monógamas. Anidan en cuevas que horadan en barrancos de ríos o acantilados marinos (de allí su nombre de loro barranquero), habitándolas todo el año. Las cuevas son profundas y zigzagueantes. Ponen 2 huevos de color blanco semibrillante, que son bastante redondeados, y de un tamaño promedio de 3,7 x 3,1 cm.

## Taxonomía
Algunos autores consideraron a esta población solamente un híbrido entre las otras dos subespecies argentinas: Cyanoliseus patagonus patagonus y Cyanoliseus patagonus andinus.

### Evolución
El taxón chileno —Cyanoliseus patagonus bloxami— habita donde se originó primitivamente la especie. La totalidad de las poblaciones argentinas de la especie son el resultado de un único evento de expansión transandina efectuado por una bandada del núcleo original chileno, lo que acaeció hace unos 120 000 años —en el Pleistoceno Superior a Tardío—. Ese grupo de aves logró cruzar la cordillera de los Andes por un paso cercano a los 3000 m s. n. m. a la latitud del Aconcagua; ese núcleo, posteriormente, dio lugar a todas los linajes mitocondriales argentinos existentes en la actualidad. 
Los análisis sugieren una compleja estructura de la población de loros barranqueros en la Argentina, que incluye dos linajes principales —Cyanoliseus patagonus patagonus y Cyanoliseus patagonus andinus— y una zona de hibridación entre ambos que se ha mantenido estable durante varios miles de años. Dentro de esta zona, introgresiones mediante la expansión de los haplotipos, se ha traducido en la evolución que dio lugar a un linaje intermedio: Cyanoliseus patagonus conlara. Las barreras enormes, como son las condiciones ambientales regionales separaron las poblaciones y, por tanto, la estructura genética. Cuando el contacto entre las poblaciones divergentes se restableció, una zona híbrida estable se formó, que funciona como un canal para el intercambio genético entre poblaciones.

## Distribución
Es un endemismo del centro de la Argentina, nidificando en el este de las sierras de San Luis —en el noreste de la provincia homónima—, y sectores limítrofes de la provincia de Córdoba, en quebradas del valle de Traslasierra de los departamentos de San Alberto y San Javier.
La distribución de la población de esta subespecie es próxima a la de las otras dos del sur y norte argentino: Cyanoliseus patagonus patagonus y Cyanoliseus patagonus andinus, contactando sus geonemias en la región de Cuyo.